# Operacja Pandższir-82
Pandższir-82 – kryptonim radzieckiej operacji przeciwpartyzanckiej przeprowadzonej w Dolinie Pandższiru przeciwko mudżahedinom Szaha Masuda w 1982 roku. Jedna z dwóch większych (obok „Pandższir-84”) operacji radzieckich przeprowadzonych w tym regionie w czasie wojny w Afganistanie (w sumie było ich trzynaście). W rosyjskiej nomenklaturze nosi nazwę V operacja pandższirska.

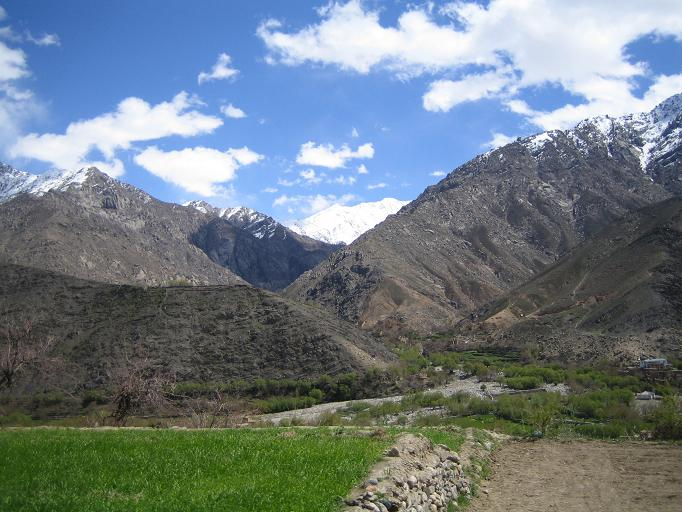
Wejście do Doliny Pandższiru

## Cele
Celem operacji było zniszczenie baz oddziałów mudżahedinów w dolinie rzeki Pandższir. Zagrażali oni jedynej drodze zaopatrzeniowej łączącej przez tunel Salang północną część kraju (graniczącą z ZSRR) z jego głównymi miastami na południu i wschodzie. Dokonywały również ataków na główną bazę lotniczą strony radziecko-rządowej w Bagramie.

## Pierwsze starcia
Do pierwszych starć w Dolinie doszło już w połowie 1978 roku, kiedy to na czele 20 uzbrojonych członków partii Dżamiat-i Islami pojawił się w niej Ahmed Szah-Masud. W ciągu kolejnych czterech lat jego oddział rozrastał się (w lecie 1981 liczył już 5000 ludzi) i atakował konwoje z zaopatrzeniem z ZSRR oraz ostrzeliwał lotnisko w Bagram. Pomimo kilku ofensyw przeprowadzonych w latach 1980–1981 przeciwko jego oddziałom stawał się coraz większym problemem dla strony radziecko-rządowej. W 1982 roku Rosjanie postanowili rozprawić się z nim ostatecznie.

## Plan
Operacja jaką zamierzali przeprowadzić Rosjanie była klasycznym przykładem często stosowanych w Afganistanie działań typu „młot i kowadło”. Opracowany przez sztabowców 40. Armii plan przewidywał wykonanie głównego uderzenia z rubieży wyjściowej z rejonu Czarikaru w głąb Doliny, przy jednoczesnym uderzeniu pomocniczym od północnego wschodu. Oba ugrupowania miały spotkać się w górnej części Doliny, poniżej przełęczy Andżuman. Działaniom wojsk lądowych miały towarzyszyć ataki lotnicze oraz desanty taktyczne. Od wcześniejszych operacji radzieckich w Dolinie Pandższiru, ta miała różnić się skalą i swoim zasięgiem – uderzające siły dzieliło w linii prostej 300 km.

## Siły stron
ZSRR
- 108 i 201 dyw. piech. zmech.
- 103 gw. dyw. powietrznodesantowa

DRA
- 8 dyw. piech. zmech.
- 38 bryg. komandosów

W operacji wzięło udział 12 000 żołnierzy radzieckich i afgańskich, 320 pojazdów bojowych 155 dział i moździerzy 104 helikopterów i 26 samolotów.
Siły Masuda zgromadzone wiosną 1982 w Dolinie Pandższiru liczyły 3000 – 4000 ludzi podzielonych na 6 mobilnych grup uderzeniowych „motorak” po 90-100 ludzi każda. Praktycznie nie posiadał broni ciężkiej.

## Operacja

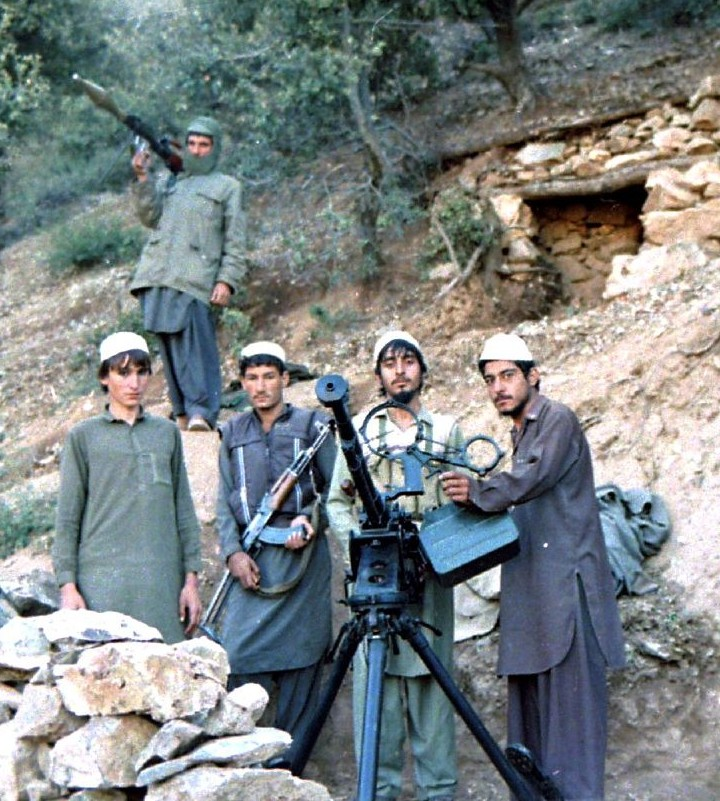
Mudżahedini Ahmad Szah Masuda

W nocy z 7 na 8 stycznia partyzanci ponownie ostrzelali Bagram i to bardzo skutecznie – zniszczyli i uszkodzili 20 samolotów i helikopterów. W odpowiedzi strona rosyjsko-rządowa przeprowadziła serię akcji pacyfikacyjnych w rejonie Czarikaru i Nidżrabu i w samej Dolinie Pandższiru. Ustąpienie śniegów pozwoliło Rosjanom na podjęcie w dniach 2–18 marca kolejnych działań w Dolinie, w trakcie których zabito prawie 1000 mudżahedinów, a 750 osób aresztowano. Wszystkie te operacje były wstępem do szeroko zakrojonej ofensywy. Otrzymała ona kryptonim „Pandższir-82”.
W nocy z 24 na 25 kwietnia, w ostatniej fazie przygotowań radzieckich, Masud ponownie zaatakował Bagram i zniszczył 20 maszyn. Ponieważ przygotowania do operacji były praktycznie zakończone, dowództwo 40 A. postanowiło odpowiedzieć natychmiastowym kontruderzeniem. Jednak względy polityczne – rozpoczęcie w Genewie afgańsko-pakistańskich rokowań pod auspicjami ONZ – sprawiły, że termin wyznaczony pierwotnie na 27 kwietnia przesunięto o trzy tygodnie. W dniach 6–16 maja dowództwo radzieckie przeprowadziło działania pozorujące w Dolinie Ghorbandu, a 10 maja rozpoczęło właściwą operację w Pandższirze. Tego dnia rządowe oddziały 8 dyw. piech. i 38 bryg. komandosów przeprawiły się przez rzekę Pandższir pod Gulbaharem i przy wsparciu radzieckiego lotnictwa rozpoczęło marsz w górę Doliny. Do połowy maja Rosjanie zakończyli koncentrację u wylotu Doliny i byli gotowi do podjęcia działań. Trzon ich sił stanowiły dwa pułki piechoty zmotoryzowanej ze 108 i 201 dywizji oraz pułk ze 103 dywizji powietrznodesantowej.
Do pierwszych działań radzieckich w Dolinie doszło w nocy z 15 na 16 maja, kiedy to jedenaście kompanii rozpoznawczych zajęło wzniesienia po obu stronach wejścia do Doliny. Następnej nocy jeden z batalionów 177 pułku piechoty zmotoryzowanej wkroczył do Doliny na głębokość 10 km., 17 maja trzy bataliony radzieckie rozpoczęły natarcie w górę Pandższiru. Podczas gdy jeden batalion posuwał się na transporterach drogą w stronę Rukhi i Bazaraku, dwa pozostałe ruszyły zboczami Doliny. W ciągu dnia, śmigłowce wysadziły w różnych miejscach Doliny w sumie siedem radzieckich i jeden afgański batalion w charakterze desantów wspierających natarcie. Ich głównym zadaniem było opanowanie przełęczy łączących Pandższir z sąsiednimi dolinami, przez które płynęły posiłki i zaopatrzenie dla mudżahedinów. W ich trakcie Rosjanie ponieśli dotkliwe straty, ponieważ lecące nisko w dolinach śmigłowce były łatwym celem dla partyzantów, posiadających stanowiska ogniowe nawet na wysokości 4000 – 5000 metrów. Wszystkie oddziały radziecko-afgańskie posiadały wsparcie taktycznego lotnictwa radzieckiego – samolotów i śmigłowców szturmowych. Podczas pierwszego dnia operacji, Rosjanie wyparli główne siły Masuda z Doliny na pobliskie wzgórza i zajęli Anowar oraz Rukhę, docierając do Bazaraku. Drugiego dnia operacji – 18 maja, atakujący napotkali pierwszy poważniejszy opór – ich kolumna posuwająca się w stronę Chindżu, została zaatakowana pod Duabu i dostała się w krzyżowy ogień mudżahedinów. Stracili 6 transporterów i kilka czołgów. Dopiero atak 6 wezwanych przez radio szturmowych Mi-24 zmusił partyzantów do wycofania się i pozwolił Rosjanom na połączenie się z desantem wysadzonym poprzedniego dnia w Chindżu. Kolejne dni i wchodzenie Rosjan coraz dalej w głąb Doliny zaowocowały eskalacją walk, w wyniku których Rosjanie stracili ok. 100 żołnierzy. Wykazały one również niskie morale afgańskich żołnierzy strony rządowej, którzy masowo dezerterowali, w wyniku czego jednostki te zostały wycofane na tyły. Trzeci dzień operacji (19 maja) przyniósł desant dwóch nowych batalionów w Dolinie i kolejne walki w rejonie Chindżu. 20 maja w górnej części Pandższiru i w rejonie Szachran zostały wysadzone dwa kolejne bataliony radzieckie, których celem było powstrzymanie odchodzenia mudżahedinów z Doliny i napływu posiłków z Pakistanu. Po zablokowaniu dróg zajęły one Koran-wa-Mudżan i Andżuman, zamykając w ten sposób północne wyjście do Doliny. Następnie zaczęły one schodzić w dół wąwozu, zajmując kontrolowany nieprzerwanie od 1979 roku przez mudżahedinów Daszt-i Riwat. 21 maja operacja weszła w ostatnią fazę. Po dostarczeniu drogą lotniczą posiłków, 29 maja oddziały posuwające się od strony Daszt-i Riwatu połączyły się ze zgrupowaniem idącym od strony Chindżu i w ten sposób cała północna część Doliny Pandższiru znalazła się pod kontrolą Rosjan.
Już 30 maja oddziały radzieckie zaczęły opuszczać Dolinę i do 4 czerwca większość sił biorących udział w operacji powróciła do baz w Kabulu i Bagramie. Pozostawiły w niej tylko jeden, wzmocniony artylerią batalion stacjonujący w Anowarze i brygadę komandosów afgańskich (kilka dni później na skutek dezercji została ona wycofana z Doliny).

## Ocena operacji
Według strony radzieckiej operacja „Panczszir-82” zakończyła się pełnym sukcesem – zabito ok. 6000 partyzantów, 200 wzięto do niewoli, rozbito 230 stanowisk ogniowych i zlikwidowano 30 składów z amunicją i żywnością. Zdaniem partyzantów afgańskich, w trakcie dwutygodniowych walk przeciwnik stracił 700 zabitych (w tym 300-400 Rosjan) i ok. 1000 rannych. Ponad 300 żołnierzy afgańskich i 18 radzieckich zdezerterowało. Mudżahedini zniszczyli 38 czołgów i transporterów, 8 samolotów i 13 śmigłowców. Straty własne oceniali na 100 zabitych. Nie są znane straty ludności cywilnej, jednak po zakończeniu operacji jej liczebność spadła w Dolinie blisko o połowę (ze 100 tys. do 40–50 tys.).
Druga połowa 1982 roku dowiodła, że oczekiwania dowódców radzieckich związane z majową operacją spełzły na niczym. Do końca lipca mudżahedini wyparli z północnej i środkowej części Doliny 38 brygadę komandosów, a ich naporu nie były w stanie powstrzymać kilkutysięczne rządowe posiłki (ok. 1300 żołnierzy po prostu zdezerterowało). Rosjanie postanowili przeprowadzić nową operację pacyfikacyjną („VI operacja pandższirska”), która trwała od 28 sierpnia do 30 września i podobnie jak „Pandższir-82” zakończyła się bez większych sukcesów. W połowie września, wykorzystując wycofywanie się sił przeciwnika, Masud przeszedł do ofensywy i zaczął atakować posterunki rządowe. Pomimo kontrakcji radzieckiego lotnictwa, w początkach października zaatakowali Rukhę (którą zdobyli 16 listopada) i Bazarak, zajmując do końca listopada praktycznie całą Dolinę Pandższiru. Nie mając możliwości powstrzymania natarcia przeciwnika, a także w obliczu partyzanckiej ofensywy we wschodnim Afganistanie, Rosjanie rozpoczęli pod koniec 1982 roku rozmowy pokojowe z Masudem, które zaowocowały podpisaniem rozejmu na blisko półtora roku (21 marca 1983 – 22 sierpnia 1984).